# Король Матиуш I (фильм)
«Король Матиуш I» (другое название «Король Мацюсь I») (пол. Król Macius I) — польский цветной детский художественный фильм 1958 года, снятый режиссёром Вандой Якубовской.
Экранизация одноименной повести-сказки Януша Корчака.
Премьера фильма состоялась 8 апреля 1958 года.

## Сюжет
После внезапной смерти короля на троне оказывается его десятилетний сын — король Матиуш I. Фактически королевством правят коррумпированные министры. Когда по их вине начинается война сразу с тремя соседними королевствами, Матиуш с помощью своего друга Фелека бежит из дворца на фронт, где под вымышленным именем становится «сыном полка» и на себе испытывает ужасы войны и тяготы солдатской службы. В конце концов его инкогнито раскрывается, войска охватывает воодушевление, и война заканчивается полным разгромом врагов. Матиуш, ставший гораздо решительнее, но не намного опытнее в управлении государством, берёт власть в свои руки. Он пытается проводить реформы, направленные на то, чтобы улучшить положение жителей королевства, особенно — детей. В частности, Матиуш создаёт детский парламент, в котором заседают его сверстники. Новшества всё же приводят к плачевным результатам из-за неопытности детей и дезинформации Матиуша о поддержке реформ втёршимся в доверие иностранным шпионом; вновь начинается война, которую Матиуш проигрывает, и победители решают сослать его на необитаемый остров. В отличие от книги, в конце фильма Матиуш I спасается и остаётся в столице на троне.

## В ролях
- Юлиуш Выжиковский — король Матиуш I
- Людвик Халич — Фелек
- Эльжбета Бучек — Клю-клю, дочь короля Бум-друма
- Ян Курнакович — генерал
- Тадеуш Бялощиньский — премьер-министр
- Ян Коэхер — доктор, хранитель Макиусии
- Януш Яронь — министр правосудия
- Юзеф Кондрат — министр просвещения
- Леон Петрашкевич — военный министр
- Хенрик Боровский — министр внутренних дел
- Станислав Квасковский — министр иностранных дел
- Щепан Бачиньский — министр финансов
- Мечислав Стоор — журналист Дзенник Дзенниковский
- Адам Мулярчик — король Старый
- Альфред Лодзиньский — король Грустный
- Игнаци Гоголевский — король Злой
- Збигнев Юзефович — солдат с бородкой, дядя Фелека
- Станислав Лапиньский — маршал
- Збигнев Сковроньский — Бум-друм, король страны людоедов
- Богуш Билевский — У-мун-ту, посланник короля Бум-друма
- Рышард Барыч — гвардейский капитан (нет в титрах)
- Крыстына Фельдман — учительница (нет в титрах)
- Рышард Филипский — эпизод (нет в титрах)
- Михал Газда — мещанин (нет в титрах)
- Мариуш Горчиньский — подросток в столице/людоед (нет в титрах)
- Ежи Янушевич — офицер (нет в титрах)
- Цезары Юльский — начальник дворцовой охраны (нет в титрах)
- Мария Каневская — придворная дама (нет в титрах)
- Януш Клосиньский — солдат Злого короля (нет в титрах)
- Кристина Колодзейчик — жительница королевства (нет в титрах)
- Влодзимеж Квасковский — мещанин (нет в титрах)
- Хенрик Моджевский — учитель родного языка (нет в титрах)
- Леон Немчик — посол Грустного короля (нет в титрах)
- Барбара Рахвальская — перекупщица (нет в титрах)
- Влодзимеж Скочиляс — трубочист (нет в титрах)
- Ярема Стемповский — посол Злого короля (нет в титрах)
- Михал Шевчик — подросток в столице (нет в титрах)
- Казимеж Вихняж — пекарь (нет в титрах)
- Зыгмунт Зинтель — стражник у королевского дворца (нет в титрах)
- Сатурнин Журавский — посол Старого короля (нет в титрах)